# Національний музей (Кельці)

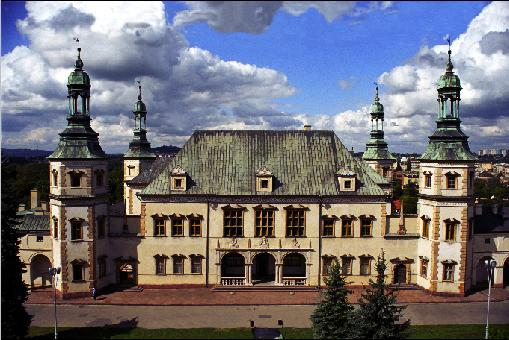
Колишній Палац краківських єпископів

Келецький національний музей (пол. Muzeum Narodowe w Kielcach) — польський державний музей у місті Кельцях з більш ніж 100-річною традицією. Володіє цінними експонатами з галузі живопису, народних художніх промислів, народного мистецтва, археології та природи. Зареєстрований в Державному реєстрі музеїв.
Головною будівлею музею є Палац краківських єпископів — пам'ятка сімнадцятого століття.
У постійну експозицію входять:
- інтер'єри XVII i XVIII століть,
- виставка «Давнє європейське і східне озброєння»,
- святилище маршала Юзефа Пілсудського,
- галерея польського живопису і декоративно-вжиткового мистецтва.

Музей організовує також тимчасові виставки. У палаці проводяться концерти, лекції, семінари для дітей та молоді, а також заходи для всіє сім'ї.
У вересні 2009 року музей було відзначено сертифікатом ISO 9001:2008, у 2010 році палац було пристосовано для інвалідів.
Музей також має виставковий зал на вул. Орля його та три відділення: Музей шкільних років Стефана Жеромського, Музей діалогу культур і Музей Генрика Сенкевича в Обленгореку.